# Samthann di Clonbroney
Samthann di Clonbroney, chiamata anche Samtann, Samthanna, Samthanus e Samthand e nota anche come Santa Samantha (... – 19 dicembre 739), è stata una religiosa irlandese, venerata come santa dalla Chiesa cattolica.
Sebbene oggi sia poco conosciuta, la sua influenza sulla cristianità celtica fu importante; sottolineò l'importanza dello studio per sostenere la spiritualità e fu fonte d'ispirazione per i capi del movimento Céli Dé.
Samthann, assieme a Brigida, Íta e Moninne, è una delle sole quattro sante irlandesi di cui si abbia un'agiografia, ed è cronologicamente la più tarda, essendo la sua morte posta nel 739 dagli Annali dell'Ulster. Il suo nome appare sia nelle Litanie delle Vergini che nel canone del Messale di Stowe.

## Biografia
Samthann era originaria dell'Ulster, figlia di Díamrán (o Dyamran) e di Columb (o Columba); stando alla Vita tripartita, la sua famiglia era strettamente legata a san Patrizio. Venne affidata a Cridan, re di Cairpre, che la diede in sposa ad un nobile; la leggenda vuole che la notte prima delle nozze il futuro marito vide un raggio di sole illuminarle il viso mentre dormiva, e fu rallegrato di poter avere una moglie che effondesse luce. La notte delle nozze però, Samthann convinse il marito a rimandare la consumazione fino a che tutti i residenti della fortezza non si fossero ritirati; lui acconsentì a si addormentò, e nel frattempo ella si mise a pregare perché Dio le conservasse intatta la verginità; Egli mandò allora un fuoco illusorio che scatenò il panico, di cui Samthann approfittò per fuggire. Quando Cridan la ritrovò, lei lo rimproverò per averla costretta a sposarsi contro la sua volontà, al che il padre le chiese di scegliersi da sé un marito: Samthann rispose che non avrebbe avuto altro sposo che Dio, e sia il padre che il marito le permisero di entrare in convento, sotto la guida di san Cognat (o Cocnat), ad Ernside (o Ernaide), Donegal.
Da lì si spostò all'abbazia di Clonbroney, nella Contea di Longford, di cui divenne badessa; l'abbazia di Clonbroney (che era stata fondata da san Patrizio o da santa Fainche) aveva la particolarità di non accettare donazioni cospicue, per evitare di perdere la semplicità di vita che aveva adottato (vivevano con sole sei mucche).
La sua vita riporta di numerosi miracoli e opere: in un caso viene paragonata a san Martino di Tours per avere donato una mucca, un vitello e parte del suo mantello ad un lebbroso (che poi miracolosamente tornarono al loro posto). In un altro si narra di come re Niall Frossach volesse decorare un bastone appartenuto a Samthann, che però era vecchio e ricurvo: il bastone tornò come nuovo la notte, permettendo al re di decorarlo. È narrata la liberazione miracolosa di un prigioniero di re Cennétig, a cui Samthann fece riferire: "Nel nome della santa Trinità, tu sarai liberato dalle tue catene e giungerai illeso presso Samthann, serva della stessa Trinità"; udito ciò il re (che aveva rifiutato le precedenti richieste di Samthann di liberare l'uomo) inasprì la guardia, ma egli riuscì a fuggire con l'aiuto divino proprio come lei aveva predetto; la vita descrive anche altri miracoli simili. Si riporta anche che un monaco lussurioso, che voleva sedurre una delle consorelle di Samthann, attraversando un fiume venne aggredito da una grossa anguilla che gli si attorcigliò attorno ai genitali e lì rimase fino a che lui, terrorizzato, corse da Samthann a chiedere perdono.
Si narra che quando Samthann morì san Laisrén vide in cielo due lune, una delle quali scese verso di lui: riconoscendo in essa Samthann, Laisrén esclamò: "Benedetta sei tu, Samthann, fedele serva di Dio, perché stai per entrare nella gioia del Signore, tuo sposo!".

## Notorietà e culto
Samthann viene ricordata per le sue citazioni sagge e taglienti. Si narra ad esempio che, quando l'insegnante Taircheallach (o Dairchellach, Daircellach) le confidò di voler abbandonare lo studio per dedicarsi unicamente alla preghiera, lei gli chiese: "Cosa può tenere salda la tua mente e impedirle di distrarsi, se trascuri lo studio spirituale?". Quando egli le disse in seguito che voleva recarsi in pellegrinaggio, lei ribatté: "Se Dio non potesse essere trovato di qua dal mare, allora con tutti i mezzi dovremmo recarci oltremare. Ma poiché Dio è vicino a tutti quelli che lo cercano, non abbiamo bisogno di viaggiare. Il regno dei Cieli può essere raggiunto da ogni luogo".
Alla domanda di un monaco che le chiedeva in che stato fosse opportuno pregare, Samthann rispose che in piedi, seduti, in ginocchio, sdraiati, andavano ugualmente bene.
Il suo culto venne promosso da san Virgilio di Salisburgo, che lo importò in Germania meridionale.